# Setúbal
Setúbal là khu tự quản thuộc quận Setúbal, Bồ Đào Nha. Khu vực tự quản có tổng diện tích 230 km² và tổng dân số 118.696 người còn thành phố có dân số 89.303 người. Trong thời kỳ của Al-Andalus, thành phố được biết đến với tên Shetúbar (tiếng Ả Rập: شطوبر phát âm tiếng Ả Rập: [ʃeˈtˤuːbɑr]). Trong thế kỷ 19, cảng được gọi là Saint Ubes trong tiếng Anh và Saint-Yves trong tiếng Pháp.
Ngày lễ của thành phố là 15 tháng 9, đánh dấu ngày vào năm 1860 vua Pedro V của Bồ Đào Nha chính thức công nhận Setúbal là một thành phố.